# Široki Brijeg
Široki Brijeg (in cirillico Широки Бријег; it. ampia collina) è una città della Bosnia ed Erzegovina, situata nel cantone dell'Erzegovina Occidentale, di cui è capoluogo con 29 809 abitanti al censimento 2013.

## Storia
Durante la seconda guerra mondiale, dopo che i partigiani ne assunsero il controllo, la città venne rinominata Lištica, per poi riacquisire il nome attuale nel 1990.

La città è ricordata anche per essere stata la sede dell'esecuzione di 30 frati francescani, compiuta il 7 febbraio 1945 dai partigiani comunisti durante la Seconda Guerra Mondiale, evento tragico che si inserisce nel contesto della collaborazione dei membri della chiesa cattolica croata col governo fascista di Ante Pavelić e con le milizie degli Ustascia (vedi anche Ustascia e Chiesa cattolica). 
A ciascuno dei frati venne intimato di rinnegare la fede cattolica, pena la morte. Tutti i trenta frati che erano nel convento francescano di Široki Brijeg furono assassinati e i loro corpi bruciati. Oggi per i trenta martiri di Široki Brijeg è in corso il processo di beatificazione.

## Località
La municipalità di Široki Brijeg è composta dalle seguenti 35 località:
- Biograci
- Buhovo
- Crne Lokve
- Čerigaj
- Dobrič
- Dobrkovići
- Doci

- Donja Britvica
- Donji Crnač
- Donji Gradac
- Duboko Mokro
- Dužice
- Gornja Britvica
- Gornji Crnač

- Gornji Gradac
- Gornji Mamići
- Grabova Draga
- Izbično
- Jare
- Knešpolje
- Kočerin

- Lise
- Ljubotići
- Ljuti Dolac
- Oklaji
- Podvranić
- Potkraj
- Pribinovići

- Privalj
- Rasno
- Rujan
- Široki Brijeg
- Trn
- Turčinovići
- Uzarići

## Amministrazione

### Gemellaggi
- Vinkovci, Croazia

## Sport

### Calcio
La squadra principale della città è il Nogometni Klub Široki Brijeg.